# Les Luthiers más vivos
Les Luthiers más vivos es el décimo álbum de Les Luthiers, lanzado en 2012.
A semejanza del anterior trabajo discográfico del grupo, este álbum fue gestionado por su propia productora (Les Luthiers Producciones Artísticas) y consta de una compilación de audios, extraídos de las grabaciones en video de los espectáculos Recital folclórico (2005), Los premios Mastropiero (2006), Lutherapia (2009), y ¡Chist! (2012).
El CD dura unos 64 minutos e incluye diez temas.

## Lista de canciones
1. «Los jóvenes de hoy en día»
2. «Ya no te amo, Raúl»
3. «Dilema de amor»
4. «Juana Isabel»
5. «Las bodas del Rey Pólipo»
6. «Paz en la campiña»
7. «Aria agraria»
8. «Dolores de mi vida»
9. «El flautista y las ratas»
10. «Epopeya de los quince jinetes»